# Lucílio Batista
Lucílio Cardoso Cortez Batista (Lisboa. 26 d'abril de 1965) és un exàrbitre de futbol portuguès. Caixer de banca de professió, Batista va començar a arbitrar partits de la primera divisió portuguesa a mitjans dels anys noranta al territori nacional. Internacionalment, va arbitrar dos partits de l'Eurocopa de la UEFA 2004, a casa.  També va arbitrar dos partits de la Copa Confederacions de la FIFA 2003 a França.
Batista també va participar en la Lliga de Campions de la UEFA (16 partits) i la Copa de la UEFA (deu) durant la seva carrera.  Es va retirar del futbol al final de la temporada 2009-10.